# 异或门
| 输入 A B | 输入 A B | 输出 A XOR B |
| 0        | 0        | 0            |
| 0        | 1        | 1            |
| 1        | 0        | 1            |
| 1        | 1        | 0            |

异或门（英語：Exclusive-OR gate，簡稱，又稱）是数字逻辑中实现逻辑异或的逻辑门，功能见右侧真值表。若两个输入的电平相异，则输出为高电平（1）；若两个输入的电平相同，则输出为低电平（0）。
这一函数能实现模为2的加法，因此，异或门可以实现计算机中的二进制加法。半加器是由异或门和与门组成的。

## 概述
下列包括逻辑门的3种符号：形状特征型符号（ANSI/IEEE Std 91-1984）、IEC矩形国标符号（IEC 60617-12）和不再使用的DIN符号（DIN 40700）。其他的逻辑门符号见逻辑门符号表。
| 表达式                                                                   | 符号                  | 符号                        | 符号      | 功能表 | 继电器逻辑 |
| ------------------------------------------------------------------------ | --------------------- | --------------------------- | --------- | --- | ---------- |
| 表达式                                                                   | ANSI/IEEE Std 91-1984 | IEC 60617-12                | DIN 40700 | 功能表 | 继电器逻辑 |
| {\displaystyle Y=A\oplus B} {\displaystyle Y=A\,{\underline {\lor }}\,B} |                       |                             | 或        | \| A \| B \| {\displaystyle Y=A\oplus B} \| \| - \| - \| --------------------------- \| \| 0 \| 0 \| 0 \| \| 0 \| 1 \| 1 \| \| 1 \| 0 \| 1 \| \| 1 \| 1 \| 0 \| |            |
| A                                                                        | B                     | {\displaystyle Y=A\oplus B} |           | |            |
| 0                                                                        | 0                     | 0                           |           | |            |
| 0                                                                        | 1                     | 1                           |           | |            |
| 1                                                                        | 0                     | 1                           |           | |            |
| 1                                                                        | 1                     | 0                           |           | |            |

{\displaystyle Y=A\oplus B}等价於{\displaystyle Y=A\cdot {\overline {B}}+{\overline {A}}\cdot B}。
异或的运算顺序如下：
{\displaystyle \left(w\,{\underline {\lor }}\,x\,{\underline {\lor }}\,y\,{\underline {\lor }}\,z\right)\Leftrightarrow \left(\left(\left(w\,{\underline {\lor }}\,x\right)\,{\underline {\lor }}\,y\right)\,{\underline {\lor }}\,z\right)}
输入的顺序对输出没有影响，因为异或满足结合律。
与非逻辑实现的异或运算的逻辑表达式如下：
{\displaystyle x\,{\underline {\lor }}\,y\Leftrightarrow \left(x\,{\overline {\land }}\,\left(x\,{\overline {\land }}\,y\right)\right)\,{\overline {\land }}\,\left(y\,{\overline {\land }}\,\left(x\,{\overline {\land }}\,y\right)\right)}

## 硬件描述和引脚分配
异或门是基本的逻辑门，因此在TTL和CMOS集成电路中都是可以使用的。标准的4000系列CMOS集成电路为4070，包含四个独立的2输入异或门。4070替换了可靠性差的4030，但二者的引脚分配相同。下面是引脚分配表：
|  | 1. 输入A1 2. 输入B1 3. 输出Q1 4. 输出Q2 5. 输入A2 6. 输入B2 7. VG 8. 输入A3 9. 输入B3 10. 输出Q3 11. 输出Q4 12. 输入A4 13. 输入B4 14. VCC |

4070四异或门DIP封装集成电路的引脚分配图

包括NXP在内的很多半导体制造商都生产这一元件，封装方式分为直插DIP封装和SOIC封装两种。元件的数据表可在大多数元件数据库查询到。

## 传输门连线
异或门可以用MOSFET组成。下图是CMOS实现的异或门。

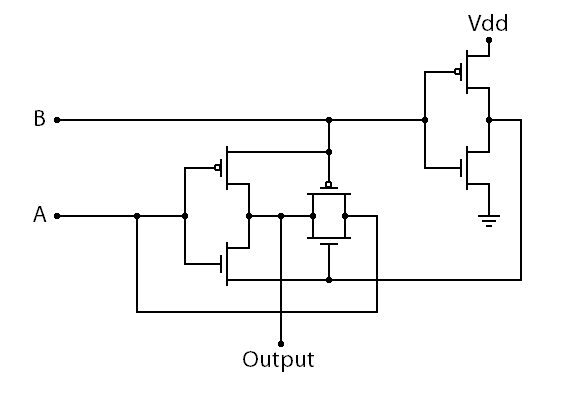
异或门的传输门连线

## 备选方案

CMOS异或门

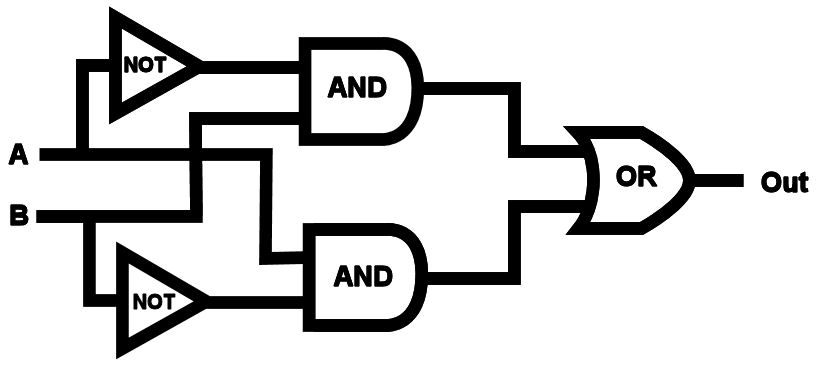
利用 NOT, AND, OR 組成的異或門

輸入1和1時，XOR會輸出0。因此，不可能只使用AND和OR組成XOR，必須包含反相器（NOT）。
如果没有特定的逻辑门，我们可以用其他现有的逻辑门构建。显而易见的一个方法是用同或门後接一个非门来实现异或门。如果按照逻辑表达式{\displaystyle A\cdot {\overline {B}}+{\overline {A}}\cdot B}，我们可以利用与门、或门和非门来构建异或门。但是，这种方法需要3种共5个逻辑门。
异或门可利用四个与非门或五个或非门来实现，连线方法见下图。因为与非门和或非门是“通用的门电路”，因此任何一个逻辑函数都可单独由与非逻辑或或非逻辑来实现。
|  |  |

留意下表，OR和NAND中間兩行輸出跟XOR相同，第一和第四行不同。所以，利用OR和NAND再加上AND可以組成XOR。
| A | B | OR | NAND | XOR |
| - | - | -- | ---- | --- |
| 0 | 0 | 0  | 1    | 0   |
| 0 | 1 | 1  | 1    | 1   |
| 1 | 0 | 1  | 1    | 1   |
| 1 | 1 | 1  | 0    | 0   |

## 2个输入以上的情况
若严格的理解逻辑异或的定义，或观察IEC符号，我们就会提出关於2输入以上的异或门是否能有正确表现的问题。如果一个逻辑门能有3个或更多的输入，并能得到正确的输出，而且输入中的一个为真，那么这个逻辑门在效果上是一个獨熱检测器，而其实这是仅有2个输入的情况。不过，实际中极少用这种方法来实现这一装置。
将连续相接的输入接入级联的异或门是很常见的连接方式。首先将2个信号作为一个异或门的输入，然後将其输出以及第3个信号作为第二个异或门的输入，对需要接入的其他信号反复进行以上操作，这样就会得到如下结果：若输入中高电平（1）的个数是奇数，输出为高电平（1）；若输入中高电平（1）的个数是偶数，输出为低电平（0）。这种特性在实际应用中可实现奇偶发生器或模2加法器。
例如，74LVC1G386微型集成电路是3输入异或门，可实现奇偶发生器。
Verilog的缩减运算符"^"能将任意位输入进行从高位到低位逐次异或运算，得到一位输出。

## 其他应用

### 加法器

半加器电路图示例

异或门可以作为一位加法器，可将任何2位相加得到1个输出。若两个输入的值均为1，则得到10的结果，而与门由两个输入的值控制进位的输出。以上是半加器的主要原理。

### 异或密码
安全加密算法一次性密碼本就是利用异或门实现的。加密的原理是将要加密的文件（明文）编码成二进制序列，然後将与被加密的消息长度相同的随机二进制序列作为密钥，再将明文与密钥的每一位依次进行按位异或运算，得到密文。若将密文与密钥的每一位依次进行按位异或运算，就能得到原文。

### 异或校验
将两个3位二进制序列101和011进行异或奇偶校验可得到异或校验和110（右表第一行右侧）。若序列101丢失，我们可以将已知序列011与异或校验和进行异或运算得到丢失的序列（右表第二行）。

### 异或门倍频器

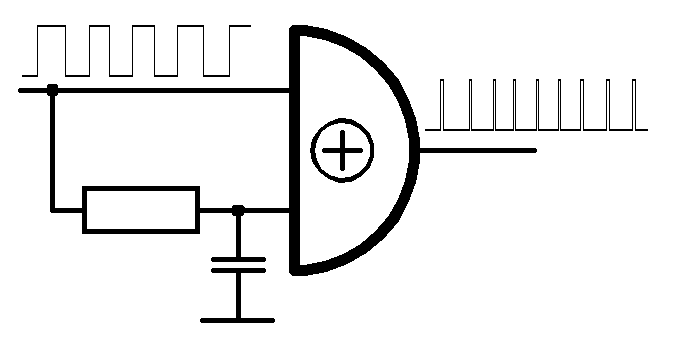
数字信号倍频器

将方波信号和利用RC電路延迟的方波信号作为异或门的两个输入，可以很容易的得到频率达到100 MHz以上的方波。输出得到的针尖脉冲是锁相的，其频率会与RC电路的时间常数基本保持同步。由於这种倍频器不需要共振濾波器，输入信号可以具有经过调频的任意占空比，也可以是强信号。

### 可控反相器
将异或门的一个输入作为信号输入端，另一个输入作为控制端，若控制端为低电平（0），信号输出不变；若控制端为高电平（1），异或门表现为反相器，信号输出反相。